# Félicien Mwanama
Félicien Mwanama Galumbulula (ur. 26 października 1960 w Tshibala) – kongijski duchowny katolicki, biskup Luiza od 2014.

## Życiorys

### Prezbiterat
Święcenia kapłańskie przyjął 9 sierpnia 1987 i został inkardynowany do diecezji Luiza. Pracował głównie w seminariach duchownych na terenie Konga. W 2006 został sekretarzem komisji Konferencji Episkopatu Demokratycznej Republiki Konga ds. sądowych, a dwa lata później objął funkcję drugiego sekretarza pomocniczego tejże konferencji.

### Episkopat
3 stycznia 2014 papież Franciszek mianował go biskupem ordynariuszem diecezji Luiza. Sakry biskupiej udzielił mu 23 marca 2014 nuncjusz apostolski w Demokratycznej Republice Konga - arcybiskup Adolfo Yllana.